# لي تروتسش
لي تروتسش (بالإنجليزية: Lee Trautsch) (مواليد 28 يناير 1971) هو ملاكم أسترالي، مثّل بلاده في الألعاب الأولمبية الصيفية 1996.

## روابط خارجية
لي تروتسش على موقع أوليمبيديا (الإنجليزية)
- لي تروتسش على موقع اللجنة الأولمبية الأسترالية (الإنجليزية)
- لي تروتسش على موقع اتحاد ألعاب الكومنولث (مؤرشف) (الإنجليزية)